# 南宁会议
南宁会议是中国共产党领导层于1958年1月11日至22日在广西南宁召开的一次工作会议。会议议题是总结第一个五年计划，讨论第二个五年计划和长远建设规划。继中共八届三中全会之后，毛泽东在会上再次严厉批评周恩来、陈云等人主导的“反冒进”，认为这是“政治错误”，“让六亿人民泄了气”。毛泽东强调要反对保守，迎接工业化的高潮。南宁会议进一步拉开了大跃进的序幕。毛泽东在南宁会议和此后的成都会议上继续了反“反冒进”。

## 背景
1955年底，伴随着农业合作化高潮的到来，毛泽东希望通过批判 “右倾保守”思想，高速度地推进工业化，这使经济建设中出现了盲目抬高生产指标，忽视综合平衡的冒进势头:159-163。到了1956年4月，经济形势开始变得严峻，基建规模过大，财政和市场供应紧张，农民负担加重。周恩来、陈云、薄一波等人对此进行了按照实际情况压缩指标的努力，采用“重点发展，适当收缩”的方针编制1957年的计划，同时谨慎考虑第二个五年计划的草案，以期保持各经济部门的平衡。
1956年10月份，经济局面有所好转，但毛泽东对“反冒进”试图保持计划平衡造成工业化速度变慢有所不满，坚持“平衡是暂时的，有条件的……不打破平衡是不行的”的观点:207-212。到了1957年，毛泽东开始将反冒进与反右联系起来，认为反冒进打击了群众的积极性，给了右派猖狂进攻的机会。1957年10月，他在八届三中全会上开始批评“反冒进”，强调多快好省、《农业四十条》和促进委员会这三点必须恢复。同年他到莫斯科参加国际共产党和工人党会议，又在尼基塔·赫鲁晓夫面前提出钢产量上要在十五年内超过英国。
从苏联回国后，毛泽东发现中央对自己的号召缺乏热情，希望以地方促中央，于是南下到杭州召集上海市和华东各省负责人开会，上海市委书记柯庆施对“反冒进”进行了批判，这让毛泽东赞赏有加:636-637。之后，他本打算到南宁召开一次几个省第一书记的会议，听取汇报。周恩来建议毛泽东可以同时讨论1958年的国民经济计划和国家预算的问题，毛泽东随后亲笔写了通知，召集部分中央和地方领导人到南宁开会。

## 会议经过

### 批评反冒进

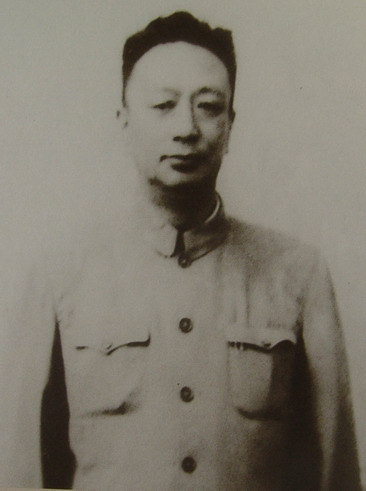
在南宁会议上屡屡被毛泽东提到，称为“柯老”的柯庆施

1958年1月6日，毛泽东到达南宁，分别在7日和11日两次畅游邕江。11日会议在南宁明园饭店召开，陈云称病未出席，邓小平等三人也未出席。会议的议题本来是总结第一个五年计划期间的建设经验，讨论和研究1958年的国民经济计划、国家预算和第二个五年计划及长远规划。但会议召开当天，毛泽东就提出了“反冒进是政治问题，一反就泄了气，六亿人一泄了气不得了”的话题，随后扳着手指头，提出后来十分流行的“成绩和错误是九个指头和一个指头”的说法。此外他还强调要反分散主义，称有人反对党政不分，要把权力揽过去。12日他批评反冒进是“攻其一点，不及其余”脱离了大多数部长，省委书记，脱离了六亿人民，“某些同志和右派只剩五十米了。”这让会议气氛骤然紧张了起来:19-22。
1月13日周恩来送别也门巴德尔王太子，飞抵南宁，当天柯庆施也到达。当晚毛泽东约周恩来、刘少奇谈话。15日薄一波、李先念和王鹤寿分别作了关于1958年计划、1958年预算和钢铁生产指标的报告。三人均顺应形势，在汇报中表示工作中心是调动一切可能调动的积极因素，大力组织工农业生产高潮，迎接“大跃进”。毛泽东则仍然不满，称薄一波为“中间派”，并继续严厉地批评“反冒进”，他在16日的会上拿着柯庆施批评“反冒进”的 《乘风破浪，加速建设社会主义新上海》对周恩来说：“恩来，你是总理，这篇文章你写不写得出来？！”周恩来回答说“写不出来”，毛泽东继续发挥说只有在上海这种无产阶级最集中，阶级斗争最激烈的地方才能产生这篇文章，没有工人阶级建设社会主义的强烈热情是写不出来的，“你不是反冒进吗，我是反反冒进的！”
毛泽东对周恩来的批评让与会者十分疑惑，但17日毛泽东又约薄一波、李富春和李先念谈话，说批评主要是针对陈云的。19日毛泽东约周恩来单独谈话。在19日晚会议上的发言中，周恩来对1956年下半年的反冒进措施进行了检讨，承担了责任，说反冒进是1956年到冬季那一段时间带方向性的动摇和错误，伤害了群众的积极性，“这个方针是与主席的促进方针相反的促退方针……越是不自觉这是方针性的违背，就越严重越危险”。1月21日毛泽东作了总结性发言，提出今后要以一个人为核心。与会者则纷纷表示要当促进派，李井泉等人从自己工作出发，说明“反冒进”的损失，陶铸等人则表示要“要赶上柯老（柯庆施）”:72-73。

### 三峡工程问题
南宁会议的最后一个议题是讨论三峡工程的建设问题。多次主张修建三峡工程的林一山和多次主张缓建的李锐被召集到南宁阐述各自的观点。林一山的讲述着重于三峡工程的防洪意义和发电效益。李锐则认为其对防洪和发电的效益可能要几十年后才需要，而工程选址、百万移民与如何保证大坝安全都是很棘手的问题。听完两人的讲述后，毛泽东要求他们俩各写一个东西交上来。三天以后，毛泽东宣布采纳李锐的意见，缓修三峡，同时发展水电，积累经验。这出乎李锐的意料，他本以为在当时的政治形势下，自己的显得消极的观点不会被采纳。散会之前，毛泽东突然指着李锐说“你来给我当秘书，我需要这样的秀才”，这让李锐始料不及，从此被卷入大跃进的漩涡中。:16-32

## 影响
毛泽东对南宁会议的结果基本是满意的，在2月份召开的中央政治局扩大会议上，他表示南宁会议还是要放一炮的，不过是小炮，就害得一些同志紧张，比如李先念至今还睡不着觉，要吃安眠药，其实不必那么紧张，今后还是要靠你们办事，此外没有人。但他认为靠一次会议还不能把反冒进的气氛彻底改变过来，于是在在3月8日到26日主持召开了成都会议，表示“冒进”是马克思主义，“反冒进”是非马克思主义，提出了“正确的个人崇拜”的主题，树立了自己在党内的绝对权威。毛泽东的反“反冒进”被认为是中共中央领导层民主生活不正常的开始。
南宁会议形成了一个文件《工作方法六十条（草案）》，这是根据毛泽东提出的“平衡是相对的，不平衡是绝对的，不断打破的平衡，组织新的平衡的“积极平衡论“观点所提出的。其中有些工作方法具有积极意义，但很多推动了之后的“大跃进”运动。比如薄一波在会议上提出“生产计划两本账”，最后发展为三本帐写入《六十条》，即：中央两本账，第一本是必成的，第二本是期成的；地方也有两本账，中央期成的在地方是必成的，地方还要有一本期成的。后来“大跃进”生产计划的高指标，大都是用“两本帐”的方法层层加码编制的:638。《六十条》还提出十年内各地方的工业产值超过当地的农业产值等违背客观经济规律的目标:25-26。